# Lee-Steve Jackson
Lee Steve Jackson (* 20. April 1980 in Stockton-on-Tees) ist ein ehemaliger britischer Biathlet. Nach Mike Dixon ist er der erfolgreichste Biathlet seines Landes.

## Karriere

### Aufstieg im Nationalkader mit WM-Teilnahmen (1999 – 2009)
Seit 1998 betreibt Lee Steve Jackson Biathlon, ab 1999 gehörte er zum Nationalkader Großbritanniens. Seine ersten bedeutenden internationalen Einsätze hatte der Engländer 1999 bei den Junioren-Weltmeisterschaften in Pokljuka, nennenswerte Ergebnisse erzielte er ebenso wenig wie ein Jahr später in Hochfilzen.
Im Männerbereich debütierte Jackson 2002 bei einem Staffelrennen in Kontiolahti im Rahmen der Biathlon-Europameisterschaften 2002, das er als 12. beendete. Zu Beginn der Saison 2002/03 gab er auch sein Debüt im Biathlon-Weltcup. Erstes Rennen war auch hier ein Staffelrennen, das er neben Mark Gee, Sklenar und Marc Walker auf dem letzten Rang beendete. Beim folgenden Sprint erreichte er Platz 103. In der Folgezeit startete Jackson häufig im Weltcup, immer wieder trat er auch im Europacup an. Erste Weltmeisterschaften wurden die Biathlon-Weltmeisterschaften 2004 in Oberhof, wo Jackson 102. im Einzel wurde. Besser lief es 2005 in Hochfilzen mit den Rängen 99 im Einzel und 68 im Sprint. Ausgeglichen die Ergebnisse bei der WM 2007 in Antholz mit den Plätzen 75 sowohl im Einzel wie auch im Sprint. In Östersund trat der Engländer zum vierten Mal bei einer WM an und belegte die Plätze 94 im Einzel und 79 im Sprint. Unglücklich verlief die WM 2009 in Pyeongchang. Nachdem er im Sprint vor dem zweiten Schießen noch vergleichsweise gut im Rennen gelegen war, musste Jackson das Rennen beenden, nachdem sein Gewehr einen Defekt hatte und kein Ersatzgewehr des britischen Verbandes vorhanden war. Mit der Staffel lief er auf den 25. Platz. 

### Zwei Olympiateilnahmen und Karrierebestleistungen (2010 – 2016)
Bei den Olympischen Winterspielen 2010 in Vancouver war Jackson der einzige Biathlet Großbritanniens. Im Sprint belegte er Rang 55 und qualifizierte sich damit für den Verfolgungs-Wettkampf, den er auf Platz 56 beendete. Im Februar 2011 erreichte Jackson in einem Einzelrennen in Osrblie den 17. Platz und damit sein bis dahin bestes Ergebnis im IBU-Cup. Wenige Tage später konnte er seine Bestleistung in Bansko auf den 15. Platz verbessern. Im März 2011 erreichte Jackson bei der Biathlon-WM in Chanty-Mansijsk im Sprintrennen den 48. Platz. Dieses Ergebnis konnte er wenige Tage später in der anschließenden Verfolgung auf den 47. Rang verbessern. Auch in den Folgejahren trat Jackson immer bei den Jahreshöhepunkten an. So kam er 2014 auch zu seiner zweiten Olympiateilnahme. Als erneut einziger britischer Starter erzielte er die Positionen 66 und 41 in Sprint und Einzel.
Sein bestes Weltcupergebnis hob sich der Brite schließlich bis zum Schluss auf. Bei seinen letzten Weltmeisterschaften, 2015 in Kontiolahti, lief er im Einzel auf Rang 39 und damit das einzige Mal in seiner Karriere in die Punkteränge. Es waren auch gleichzeitig seine letzten Wettkämpfe im internationalen Bereich.
Bei nationalen Meisterschaften war Jackson einer der erfolgreichsten britischen Biathleten der letzten Jahre. 2002 gewann er dreimal Silber, im Einzel, mit der Staffel und im Team sowie Bronze mit der Militärpatrouille, 2003 gewann er im Staffelrennen die Bronzemedaille. 2006 kam Silber im Sprint hinzu, Bronze im Massenstart und im Staffelrennen, 2008 gewann Jackson die Titel im Einzel und im Sprint. Im Jahr darauf kam Silber im Sprint hinzu. Seine letzten Medaillen gewann er 2011 und 2013.
Nachdem er im Januar 2016 noch einmal für ein Staffelrennen in Antholz eingesprungen war, beendete Lee Steve Jackson zeitgleich mit seinem jüngeren Kollegen Kevin Kane im Alter von 35 Jahren seine Karriere im professionellen Biathlon.

## Persönliches
Lee Steve Jackson war zuletzt Sportsoldat im Range eines Lance Corporals beim 41. Regiment, den Green Howards, ist geschieden und Vater eines Sohnes und einer Tochter. Obwohl Jacksons Vornamen in allen öffentlichen Dokumenten durch einen Bindestrich getrennt werden, wird er eigentlich ohne einen solchen geschrieben. Dieser Fakt lässt sich auf einen Fehler eines Betreuers zurückführen, der zu Beginn der Karriere Jacksons bei der Registrierung den Namen eben falsch übermittelte.

## Statistiken

### Biathlon-Weltcup-Platzierungen
Die Tabelle zeigt alle Platzierungen (je nach Austragungsjahr einschließlich Olympische Spiele und Weltmeisterschaften).
- 1.–3. Platz: Anzahl der Podiumsplatzierungen
- Top 10: Anzahl der Platzierungen unter den ersten zehn (einschließlich Podium)
- Punkteränge: Anzahl der Platzierungen innerhalb der Punkteränge (einschließlich Podium und Top 10)
- Starts: Anzahl gelaufener Rennen in der jeweiligen Disziplin
- Staffel: inklusive Mixed- und Single-Mixed-Staffeln

| Platzierung         | Einzel | Sprint | Verfolgung | Massenstart | Staffel | Gesamt |
| ------------------- | ------ | ------ | ---------- | ----------- | ------- | ------ |
| 1. Platz            |        |        |            |             |         |        |
| 2. Platz            |        |        |            |             |         |        |
| 3. Platz            |        |        |            |             |         |        |
| Top 10              |        |        |            |             |         |        |
| Punkteränge         | 1      |        |            |             | 55      | 56     |
| Starts              | 27     | 90     | 5          |             | 56      | 178    |
| Stand: Karriereende |        |        |            |             |         |        |

### Olympische Winterspiele
Ergebnisse bei Olympischen Winterspielen:
|                                           | Einzelwettbewerbe | Einzelwettbewerbe | Einzelwettbewerbe | Einzelwettbewerbe |
| Einzel                                    | Sprint            | Verfolgung        | Massenstart       |                   |
| ----------------------------------------- | ----------------- | ----------------- | ----------------- | ----------------- |
| Olympische Winterspiele 2010 \| Vancouver | 66.               | 55.               | 56.               | –                 |
| Olympische Winterspiele 2014 \| Sotschi   | 41.               | 66.               | –                 | –                 |

### Biathlon-Weltmeisterschaften
Ergebnisse bei den Weltmeisterschaften:
| Weltmeisterschaften | Weltmeisterschaften | Einzelwettbewerbe | Einzelwettbewerbe | Einzelwettbewerbe | Einzelwettbewerbe | Staffelwettbewerbe | Staffelwettbewerbe |
| Jahr                | Ort                 | Einzel            | Sprint            | Verfolgung        | Massenstart       | Herrenstaffel      | Mixedstaffel       |
| ------------------- | ------------------- | ----------------- | ----------------- | ----------------- | ----------------- | ------------------ | ------------------ |
| 2004                | Oberhof             | 102.              | –                 | –                 | –                 | DNF                | –                  |
| 2005                | Hochfilzen          | 99.               | 68.               | –                 | –                 | 20.                | –                  |
| 2007                | Antholz             | 75.               | 75.               | –                 | –                 | 21.                | –                  |
| 2008                | Östersund           | 94.               | 79.               | –                 | –                 | 23.                | –                  |
| 2009                | Pyeongchang         | –                 | DNF               | –                 | –                 | 25.                | –                  |
| 2011                | Chanty-Mansijsk     | 47.               | 48.               | 47.               | –                 | 23.                | 18.                |
| 2012                | Ruhpolding          | 109.              | 88.               | –                 | –                 | 28.                | 24.                |
| 2013                | Nové Město          | 86.               | 105.              | –                 | –                 | 22.                | 25.                |
| 2015                | Kontiolahti         | 39.               | 79.               | –                 | –                 | 24.                | 25.                |

### Juniorenweltmeisterschaften
Ergebnisse bei den Juniorenweltmeisterschaften:
| Weltmeisterschaften | Weltmeisterschaften | Einzel | Sprint | Verfolgung | Staffel |
| Jahr                | Ort                 | Einzel | Sprint | Verfolgung | Staffel |
| ------------------- | ------------------- | ------ | ------ | ---------- | ------- |
| 1999                | Pokljuka            | 81.    | 73.    | –          | DNF     |
| 2000                | Hochfilzen          | 83.    | 61.    | –          | 19.     |